# Бжезіни (Любартівський повіт)
Бжезіни (пол. Brzeziny) — село в Польщі, у гміні Любартів Любартівського повіту Люблінського воєводства.
Населення — 600 осіб (2011).
У 1975-1998 роках село належало до Люблінського воєводства.

## Демографія
Демографічна структура станом на 31 березня 2011 року:
|          | Загалом | Допрацездатний вік | Працездатний вік | Постпрацездатний вік |
| -------- | ------- | ------------------ | ---------------- | -------------------- |
| Чоловіки | 291     | 58                 | 193              | 40                   |
| Жінки    | 309     | 69                 | 164              | 76                   |
| Разом    | 600     | 127                | 357              | 116                  |